# Eriodonta castanea
Eriodonta castanea är en fjärilsart som beskrevs av Rothschild 1915. Eriodonta castanea ingår i släktet Eriodonta och familjen tandspinnare. Inga underarter finns listade i Catalogue of Life.